# Pempatan
Pempatan is een bestuurslaag in het regentschap Karangasem van de provincie Bali, Indonesië. Pempatan telt 9694 inwoners (volkstelling 2010).